# Sims Creek
Der Sims Creek ist ein 25 km langer rechter Nebenfluss des Elaho River im Südwesten der kanadischen Provinz British Columbia.

## Flusslauf
Der Sims Creek wird vom Tinniswood-Gletscher in der Clendinning Range, einem Gebirgszug der Pacific Ranges, auf einer Höhe von 1100 m gespeist. Er fließt in überwiegend südöstlicher Richtung durch das Gebirge und mündet auf einer Höhe von 290 m in den Elaho River, 10 km unterhalb der Mündung des Clendinning Creek. Das Einzugsgebiet des Sims Creek umfasst ungefähr 215 km².
Der Flussname leitet sich von der Sims Timber Co. Ltd. ab, einer Gesellschaft, die früher Holzrechte nahe der Mündung des Flusses besaß.